# Enstatita
La enstatita es un mineral de la clase de los silicatos, subclase inosilicatos y dentro de ellos pertenece al grupo de los piroxenos, subgrupo ortopiroxeno. Es un silicato de magnesio, MgSiO3, con el magnesio parcialmente remplazado por pequeñas cantidades (hasta un 12 %) de Fe+2. Normalmente tiene aspecto de masas fibrosas de color castaño verdoso.
Las enstatitas, subgrupo de las condritas (y éstas a su vez subclase de los meteoritos pétreos, silicatados constituidos principalmente por olivino y piroxeno), son meteoritos muy escasos y que contienen elementos refractarios, se cree que se formaron en las zonas interiores del proto-sistema solar.
Es el extremo con magnesio de una serie de solución sólida, cuyo otro extremo con hierro es la ferrosilita (Fe2Si2O6) y minerales intermedios de esta serie son la variedad broncita ((Mg,Fe)2Si2O6) y la hiperstena ((Fe,Mg)2Si2O6).
Es un dimorfo de la clinoenstatita, de igual composición química pero en el sistema monoclínico.

## Origen del nombre
Su nombre deriva del griego enstates, que significa oponente, debido a que es refractaria. Sinónimos en español muy poco usados son amblistegita, chladnita, enstadita, ficinita, paulita, peckamita, protobastita, shepardita o victorita.
Descrito por el mineralogista alemán Gustav Adolf Kenngott en 1855 y el topotipo está Berge (colina) Zdár, Ruda nad Moravou, Moravia, Chequia.

## Variedades

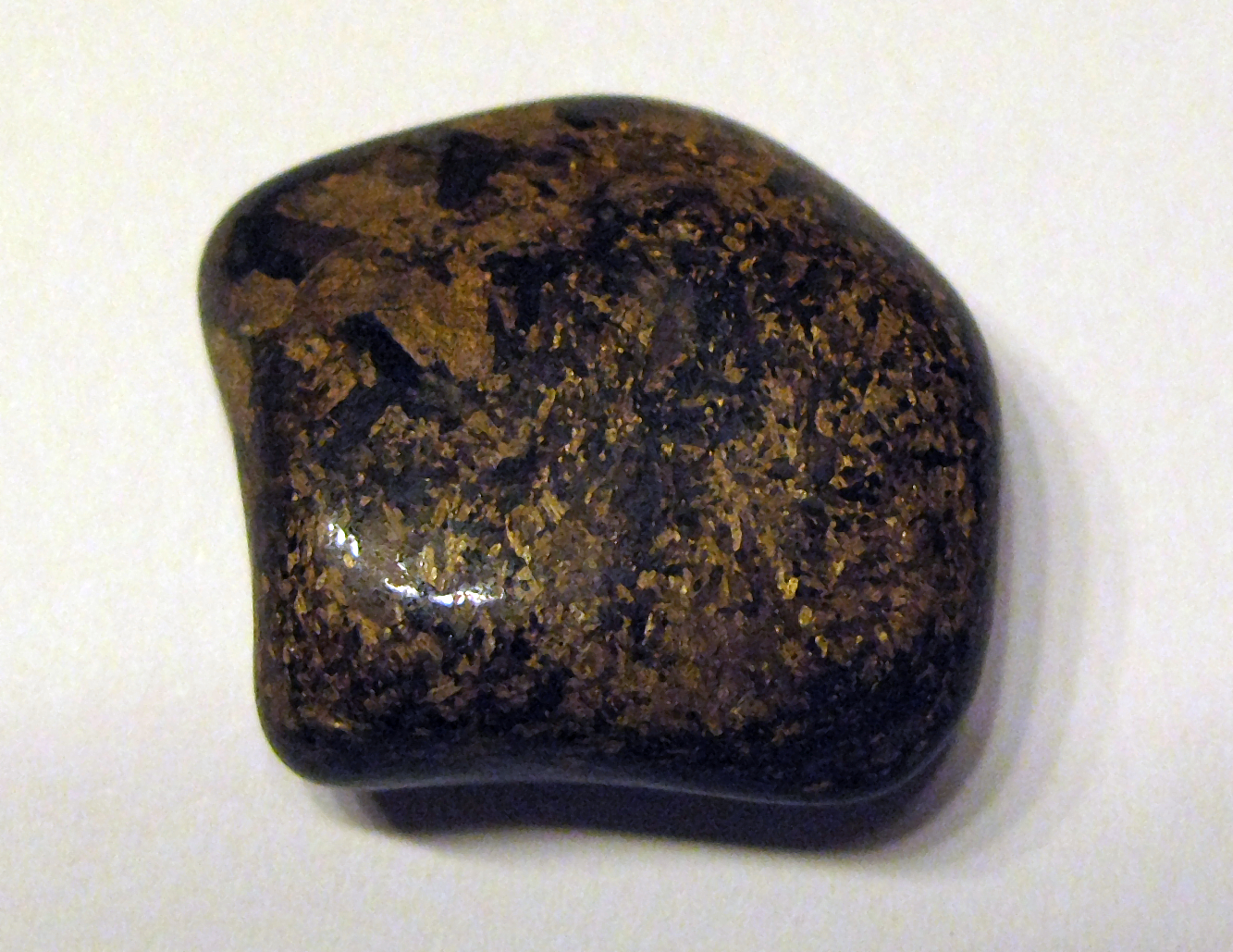
Broncita.

### Broncita
La broncita es un mineral de hierro del grupo de los ortopiroxenos, una variedad de enstatita con algo de hierro, aunque no tanto como la hiperstena, perteneciendo junto a estos otros dos a la serie ortorrómbica del grupo.
En la variedad de la broncita, (Mg2)SiO3, el óxido de hierro(II) alcanza de un 12 al 30 %, y aún con más hierro se pasa a hiperstena.
Por su belleza con reflejos submetálicos y color parecidos al bronce —de ahí su nombre— ha sido usada como piedra ornamental.

### Cromo-enstatita
Es una variedad de enstatita de color verde-esmeralda, que es cortada y tallada como gema preciosa. El color verde es causado por trazas de cromo, de ahí su nombre.

## Ambiente de formación
Se forma en rocas ígneas máficas, tales como serpentiníticas y peridotíticas, siempre que tengan poco hierro. Pero como lo normal es que las rocas ígneas tengan abundancia de hierro, la enstatita es más común en rocas metamórficas de alto grado llamadas granulitas, donde aparece por alteración del mineral antofilita.
Minerales asociados en estas rocas son augita, feldespatos y ciertos tipos de granate.
También se ha encontrado en algunos meteoritos ricos en hierro.

## Localización, extracción y uso
Se encuentran importantes yacimientos en Nueva York, Colorado y otras muchas localizaciones de Estados Unidos, así como en India y Tanzania. En España se ha encontrado en rocas ultrabásicas de la serranía de Ronda y en Marbella (Málaga).
Las dos variedades descritas antes tienen valor comercial, la broncita es pulida en losas como piedra ornamental, y la cromo-enstatita tallada como gema semipreciosa.